# 河公園 (佛羅里達州)
河公園（英語：River Park）是位於美國佛羅里達州聖盧西亞縣的一個人口普查指定地區。

## 地理
河公園的座標為27°19′21″N 80°20′03″W / 27.32250°N 80.33417°W，而該地最高點為海拔高度5米（即16英尺）。

## 人口
根據2010年美國人口普查的數據，河公園的面積為6.50平方千米，當中陸地面積為6.00平方千米，而水域面積為0.50平方千米。當地共有人口5222人，而人口密度為每平方千米803人。